# 카산드리노
카산드리노(이탈리아어: Casandrino)는 이탈리아 캄파니아주 나폴리현에 위치한 코무네다. 나폴리북쪽으로부터 13km거리에 위치해있다.